# Anne Marie Hoag
Anne Marie Hoag é uma personagem fictícia que aparece nas revistas em quadrinhos americanas publicadas pela Marvel Comics.  A personagem, criada por Dwayne McDuffie, teve a sua primeira aparição em Marvel Comics Presents #19 (Maio de 1989).

## Biografia ficcional da personagem
Anne Marie Hoag é o enigmática proprietária do Controle de Danos, uma empresa localizada em Nova York especializada em reparos necessários após conflitos sobre-humanos. Como ela conseguiu essa posição, assim como sua história, continua sendo um mistério. Conforme indicado em Damage Control Vol. 2 #2, "[Ela] não acredita que a história da pessoa deve estar disponível para consumo público". A Sra. Hoag começou o Controle de Danos com o financiamento de Tony Stark e Wilson Fisk, com o primeiro se sentindo incômodo com essa aliança. Ela tem uma personalidade difícil e intimidante, mas cuida profundamente de seus funcionários. Em um ponto, a Sra. Hoag aceitou um emprego do governo e nomeou Robin Chapel como seu substituto. A empresa quase desmoronou e Hoag convenceu Nick Fury e a S.H.I.E.L.D. a investir na empresa. Ela quase perdeu seu trabalho para o inescrupuloso Walter Declun, mas com a ajuda de Wolverine, ela ganhou o controle do Controle de Danos.

## Em outras mídias
Tyne Daly interpreta Anne Marie Hoag em Spider-Man: Homecoming. chefe da propriedade de Tony Stark, Departamento de Controle de Danos dos Estados Unidos. Ela aparece no início do filme para dizer a Adrian Toomes que seus homens não são mais necessários para a limpeza e que o Controle de Danos assumirá o controle. Ela aparece novamente no local destruído que o Homem-Aranha visita.